# ベッティングシステム
ベッティングシステム (Betting system) とは、カジノなどの賭博で、どのような賭け方（ベット）をするかの戦略である。ベッティングストラテジー (Betting strategy)、マネーマネジメント (Money management) とも呼ばれる。
最も単純なシステムは、常に同じ単位だけベットすることである。それ以外に状況に応じてベッティングをするにあたっては、いくつかの最適解もしくは指針が存在する。
ベッティングシステムは、独立事象(前回の結果が今回の結果に影響しない)かどうかによって、大きく2つに分けることが出来る。独立事象でないものは、有利不利の段階に応じてベットすることによって期待値を変動させることが出来る。一方、独立事象のものは、分散の変動のみが可能である。

## 独立事象でないもの
ブラックジャック、バカラなどのようなゲームは、各ラウンドごとにカードを新たにシャッフルし直さず、前回までに使われたカードの含まれないデックで次のゲームが始まる（マルコフ過程）。つまりラウンドごとに１単位に対する期待値が変動し、プレイヤーはそれを利用することが出来る。
例えばブラックジャックにおいて、この偏りを利用するのがカウンティングであり、その戦略にベッティングシステムが含まれている。プレイヤーはカウントに応じて次のようにベットを行う。
- 不利、もしくはカードが配られた当初は最小単位を賭ける（ミニマムベット）
- 必ずしも有利ではないが、有利に近い場合はその近さに応じてベットを行う
- カウントが有利になれば許される最大単位を賭ける（マックスベット）

カジノホスト(胴元)側は、これらの手法の有効度を下げるため、ミニマムとマックスの差を少なくする(つまりベット上限及び最小ベットを設定する)、カードを使い切らず途中でまたシャッフルし直す、あるいは複数のデッキを使用する、などの手段をとることがある。
またこれはベッティングシステムとは異なるが、試行回数を増やす、すなわちベットを等分に分けマルチハンドでプレイすることによって分散を減らし（ヘッジ）、パンク（破産）リスクを軽減させることが出来る。
バカラでも同様のカウンティングおよびベッティングシステムが存在するが、一般的な（特にカジノルール）バカラにおいては、偏りが非常に稀であるため利用されることはない。
もちろん「独立事象でないもの」で記述されるベッティングシステムを併用して、さらに分散を変動させることも可能である。

## 独立事象のもの
ルーレット、クラップス、シックボーなどは、前回の結果が今回の結果に影響しないゲームである。このようなスタイルのゲームは、控除率が0ではない限り、どのような賭け方をしようと期待値は常にマイナスであるため、運の要素が無いと長期間のプレイで勝利することは不可能である。ただし賭け方を工夫することによって、分散の違い、すなわち、
- 大勝か大敗かのどちらかを求める
- 小勝ちでもいいから、大負けだけはしたくない

の選択をすることが出来る。プラス、マイナスともに目標値を設定し、そこで終了するのはいい考え方とされている。
ちなみに、分散を最大にする方法は、許される最大単位を最大のオッズに賭けることであり、最小にする方法はそもそもプレイをしないことである。
以下に代表的なベッティングシステムを挙げる。特にルーレットにおいては、マーチンゲールのバリエーションをはじめ、これまでに数多くのベッティングシステムが提案されてきた。ここで、これらのシステムは「勝つ」ことでなく、あくまで「楽しみを増すため」のものであることに注意を喚起しておく。
これらは基本的に２倍賭け、つまり「ルーレットでの赤か黒か」「丁半でいう奇数か偶数か」などに適用されるが、どのようなオッズのゲームであっても、例えば競馬やスポーツベットのような可変オッズのゲームでさえ、ベットの相対量を加減することによって応用可能である。
マーチンゲール
最も古典的かつ有名な手法で、カジノ必勝法として永らく愛されてきた。「倍賭け法」「倍々ゲーム」とも言われる。
まず１単位を賭け、負ければその倍の２単位、さらに負ければそのさらに倍の４単位と賭けていき、一度でも勝てばそれまでの収支がプラスになり、また最初の１単位から同じことを繰り返すという手法である。試行回数に関係なく、勝った時には１単位を得ることになる。

多くの場合には少額の勝ちであるが、負ける時は大敗する。
ルーレットの赤黒のような二択のギャンブルは、片方だけが永遠に出続けることは絶対に無いので、配当が２倍以上のギャンブルで行えば、理論上は100％勝てる方法だが、実際に行った場合、負けが連続するとたちまち資金がパンクするか、もしくはテーブルリミット(賭け金の上限)に達してしまうため、実用的な方法とは言えない。
グランマーチンゲール
マーチンゲールのバリエーションの一つである。大マーチンゲールとも呼ばれる。
まず１単位賭け、負ければその倍の２単位＋１の合計３単位、さらに負ければ倍の６単位＋１の合計７単位、と賭けていく手法である。常に試行回数×１単位を得ること狙う攻撃的な手法。ただしマーチンゲールよりパンクのリスクは高くなる。
パーレー
逆マーチンゲールとも呼ばれ、その名の通りマーチンゲールの反対の手法をとる。
すなわち、１単位賭けた後、勝てばその倍の２単位、さらに勝てばその倍の４単位、負ければ１単位に戻す、という手法である。もちろん、勝ち続けても１回でも負ければ損となるため、どこかで１単位に戻して獲得金をしっかりと自分のものにする。分散はマーチンゲールの鏡対照となる。
稀に大勝するが、多くは小敗してしまうスタイルである。
ダランベール
ジャン・ル・ロン・ダランベールが開発したと言われる手法。近年はこの手法およびバリエーションに人気がある。
勝った場合は次のゲームで賭け金を１単位減らし、負けた場合は次のゲームで賭け金を１単位増やす手法である。マーチンゲールのように、一度の勝ちでただちに全ての負け分を取り返すことは出来ないが、負けが続いてもチップの減りは他の手法に比べると緩やかである。ただしチップの減りが緩やかな分、勝った際も急激には増えないため、大きな利益を得るためには時間がかかる。(時間をかければ、必ず大きな利益が得られるというわけではない)。逆ダランベールも存在する。また、グランマーチンゲールに倣って、増減に偏りをつけるバリエーションもある。
ピラミッド
ダランベールのバリエーションの一つ。
最初のベットを１単位でなく、例えば５単位とし、勝った場合は１単位減らし、負けた場合は１単位増やす。ダランベールより更にチップの増減が緩やかになる。リミットに到達した場合（例えば上限の９、下限の１）元の５単位に戻す方法と、そのまま続ける手法とがある。